# Adventure Time: Pirates of the Enchiridion
Adventure Time: Pirates of the Enchiridion es un videojuego de acción-aventura y rol desarrollado por Outright Games y distribuido por Bandai Namco, basado en la serie animada Adventure Time de Cartoon Network. Salió a la venta el 20 de julio de 2018, para las plataformas PlayStation 4, Xbox One, Nintendo Switch y Microsoft Windows.
El juego se desarrolla en un mundo abierto con combates tácticos y narra una historia completamente original. Cuenta con gráficos en 3D que se asemejan a los del show animado.

## Sinopsis
El juego comienza con la Tierra de Ooo inundada, en la que los reinos se separan unos de otros por las aguas crecientes. En su bote recién construido, Finn y Jake zarpan para investigar qué ha pasado. Durante sus aventuras, Finn y Jake reclutarán amigos que se unirán a su tripulación, disputarán peleas de capa y espada, interrogarán a los personajes en busca de pistas y atravesarán el nuevo y peligroso mar a través de Ooo.

## Jugabilidad
El jugador puede explorar la tierra de Ooo libremente, descubrir secretos y coleccionar objetos, controlando a Finn, Jake, BMO y Marceline. También puede navegar por los mares entre los reinos y encontrar nuevos territorios. Hay un sistema de progresión para mejorar las estadísticas de los personajes, como su ataque, defensa y movilidad. El juego utiliza un sistema de combate táctico por turnos donde se pueden usar armas, hechizos, pociones y habilidades heroicas únicas para derrotar a los enemigos.

## Desarrollo
El juego fue anunciado por primera vez el 14 de diciembre de 2017, por Bandai Namco informando su fecha de salida para la primavera de 2018, para las consolas PlayStation 4, Xbox One, Nintendo Switch y PC. El 26 de abril de 2018, se estrenó el primer tráiler del juego y se anunció su fecha de lanzamiento para el 20 de julio de 2018 a nivel internacional.